# Беренгар Сполетський
Беренгар — герцог Сполетський у 836—841. 